# Love My Way (песня)
«Love My Way» — песня английской рок-группы The Psychedelic Furs, выпущенная в июле 1982 года в качестве первого сингла с их третьего студийного альбома «Forever Now». Она была написана четырьмя участниками коллектива и спродюсирована Тоддом Рандгреном, который также принял участие в записи, сыграв на маримбе.

## Концепт
По словам одного из авторов песни, Ричарда Батлера, песня «посвящена людям, не уверенным в своей сексуальной ориентации, и как бы говорит: «Не волнуйся об этом». Она изначально была написана для ЛГБТ-сообщества».

## Релиз и принятие
Выпущенная в 1982 году, песня достигла девятого места в Новой Зеландии, в чарте которой провела 21 неделю. Она достигла 42 места в Великобритании и 44 места в Billboard Hot 100. «Love My Way» также достигла 30 места в чартах Mainstream Rock и Dance Music/Club Play Singles США.
Музыкальное видео к песне было снято британским режиссёром Тимом Поупом.
В качестве стороны «Б» в Великобритании был выпущен трек «Aeroplane», тогда как в США она была изменена на песню «I Don't Want to Be Your Shadow». Обе песни вошли в переиздание альбома «Forever Now», вышедшее в 2002 году.

## Использование в медиа
Песня прозвучала в фильме «Девушка из долины» (1983), а также была включена в саундтреки к фильмам «Певец на свадьбе» (1998) и «Назови меня своим именем» (2017), и игре «Grand Theft Auto: Vice City» (2002). Использование песни в последнем из фильмов вызвало вокруг неё ажиотаж и поспособствовало росту прослушиваний на стриминговых сервисах.

## Трек-лист
7" vinyl
1. "Love My Way" – 3:30
2. "Aeroplane" – 3:22

12" vinyl
1. "Love My Way" – 3:33
2. "Goodbye" (dance mix) – 5:45
3. "Aeroplane" (dance mix) – 5:22

## Чарты
| Чарт (1982)                     | Наивысшая позиция |
| ------------------------------- | ----------------- |
| Australia Kent Music Report     | 23                |
| New Zealand RIANZ Singles Chart | 9                 |
| UK Singles Chart                | 42                |
| US Billboard Hot 100            | 44                |
| US Dance Music/Club Play        | 40                |
| US Top Rock Tracks              | 30                |